# Жилой городок завода «Людвиг Нобель»
Жилой городок завода «Людвиг Нобель» — памятник архитектуры. Расположен в Выборгском районе Санкт-Петербурга, современный адрес комплекса — Большой Сампсониевский проспект, 27, Лесной проспект, 20, корпуса 1-7, 9-14.

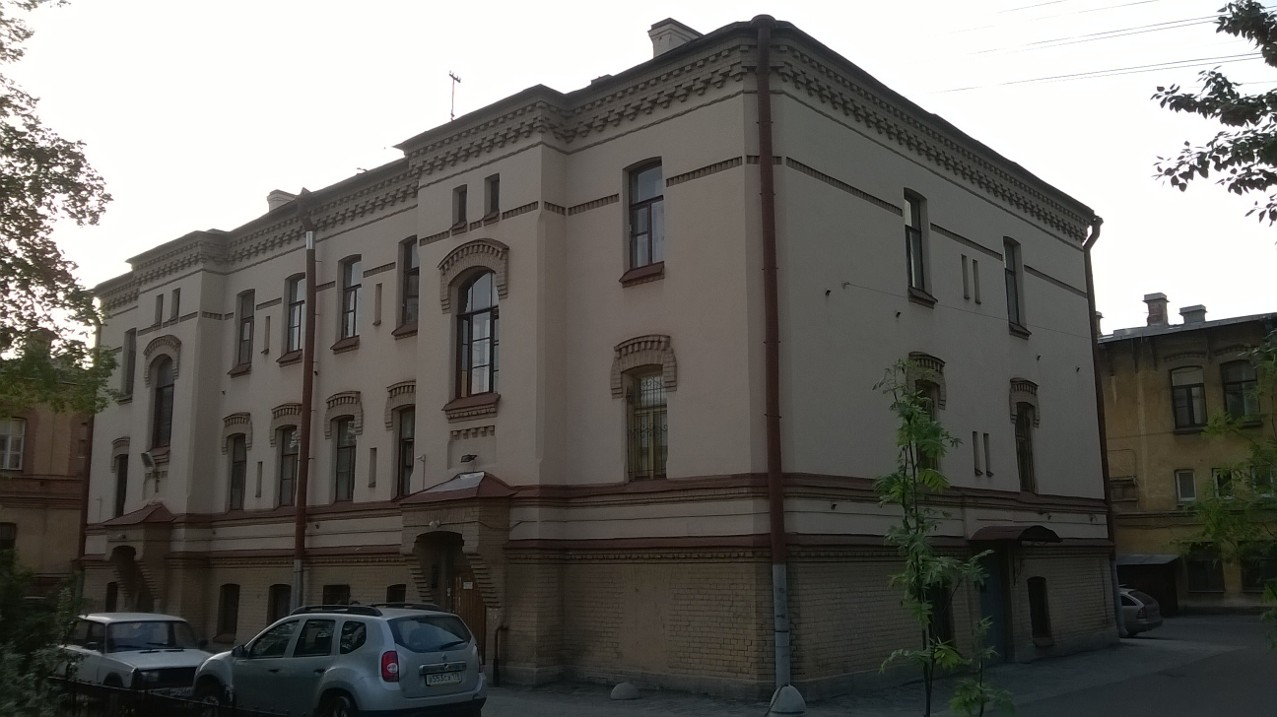
Корпус 5

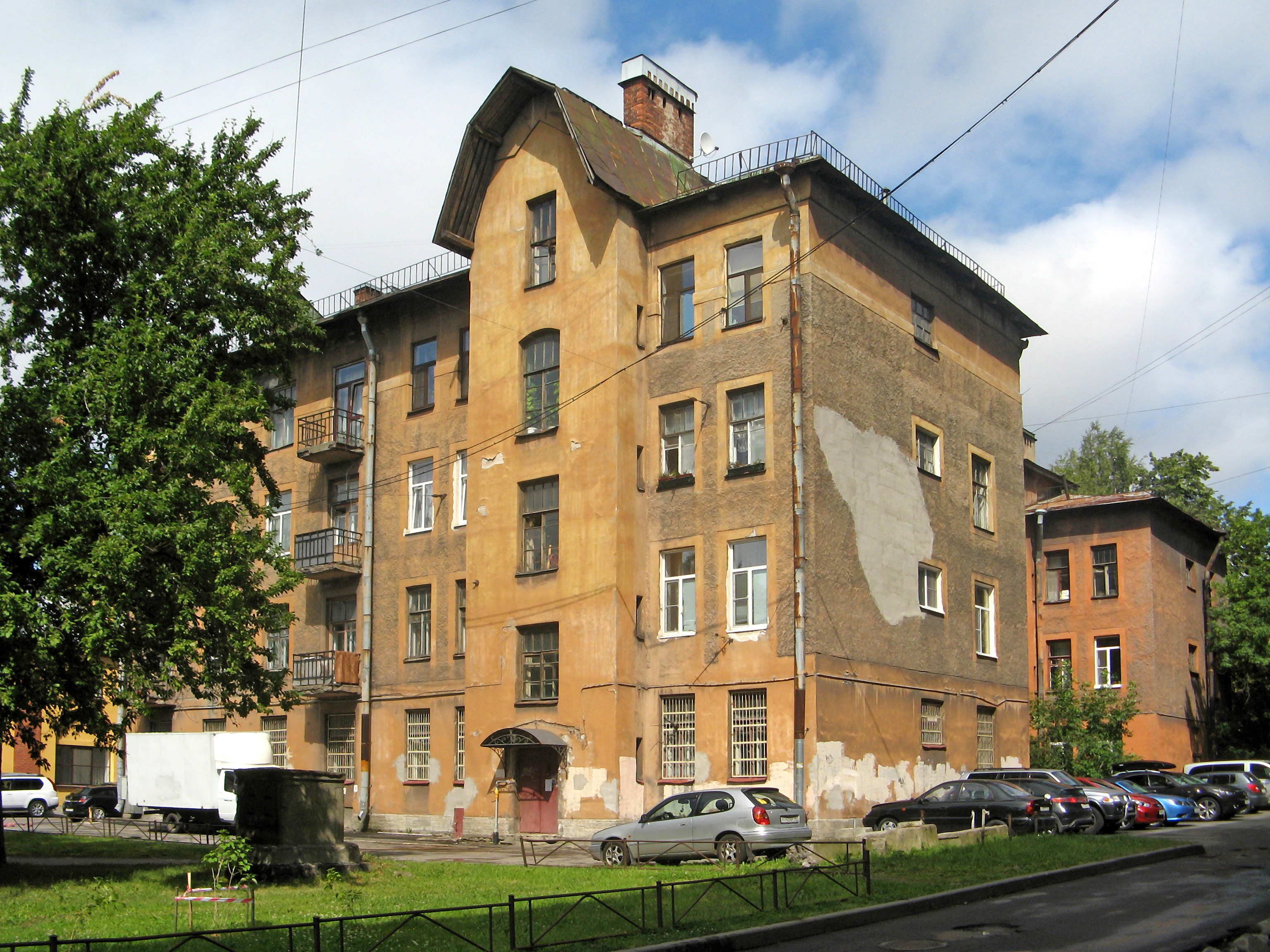
Корпус 1

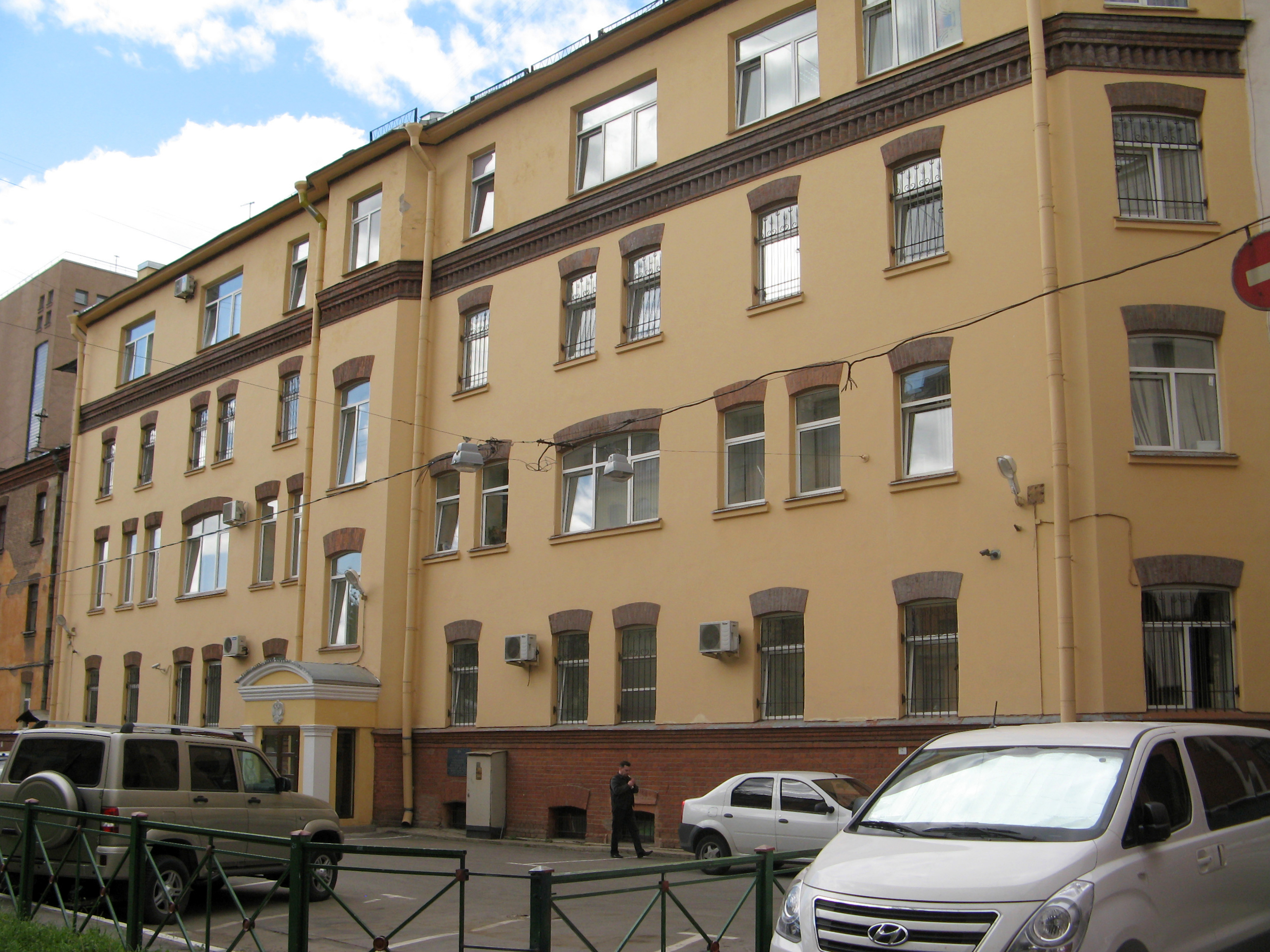
Школа, корпус 9

Участок для жилой колонии рядом с заводом был куплен Людвигом Нобелем в середине 1880-х годов и осваивался при его сыне Эммануиле. Три первых каменных здания (корпуса 3-5) и флигель (корпус 11) были построены в 1893—1895 годах по проектам В. А. Шрётера; это одно-двухсекционные дома с небольшими квартирами и небогатым кирпичным декором. Расстановка этих первых домов задала направление построенному потом внутриквартальному проезду.
Корпуса 9-13 построены в 1898, 1904—1906, 1909 годах по проектам Р. Ф. Мельцера. Фасады этих домов также украшены рельефными кирпичными деталями: оконными перемычками, карнизами, поясками. Одно из построенных зданий было отведено школе (корпус 9, 1904—1905 годы; в 1910 году Ф. И. Лидваль надстроил четвёртый этаж). Элементы модерна использованы в зданиях школы и корпусе 12 (у школы сложная ритмика расположения окон, у 12 корпуса с 1909 года был сделан трёхгранный эркер).
В 1906 году Мельцер построил из бетонитовых камней корпуса 1-2, что считается ранними примерами блочного строительства — у каждого здания две зеркально развёрнутых секции с трёхкомнатными квартирами и объёмы лестничных клеток. Внешний вид этих зданий прост. Торцы по бокам почти глухие, на них есть маленькие квадратные окна, балконы домов сделаны на железобетонных консолях, у решёток простой рисунок. Крыша зданий плоская, что было новшеством.
В 1913 году Ф. И. Лидваль построил корпуса 14 и 15 (трёхэтажное здание торцом к проспекту, украшенное аркадами с лопатками из неоштукатуренного кирпича), в 1912—1913 годах он построил корпус 7.
К новым приёмам организации внутриквартального пространства городка относится «прозрачность» (открытость со стороны проспекта, сквозной проезд), нерегулярность.
Квартиру в домах городка могли получить лишь ценные для завода рабочие, как правило, потомственные рабочие с высокой квалификацией.
С 2003 года бывший ранее жилым зданием корпус 15 был передан ГУП «ТЭК СПб», но в итоге организация отказалась от него; по состоявшемуся аукциону новым владельцем стало ООО «Эдвайс плюс».
26 мая 2011 года безымянному внутриквартальному проезду на территории жилого городка было присвоено название Нобельский переулок. Форма «Нобельский» была выбрана потому, что в XIX и начале XX века прилагательное от фамилии Нобель звучало именно так (в Санкт-Петербурге существовали Нобельская улица и Нобельская дорога).